# Chapelle des Templiers de Villecroze
La chapelle des templiers de Villecroze est un édifice religieux français faisant partie de la commanderie du Ruou, situé à Villecroze, dans Var. 

## Histoire
La chapelle romane Saint-Victor, ancienne église paroissiale, remonte aux XIIe et XIIIe siècles. 
La chapelle est inscrite au titre des monuments historiques depuis le 6 novembre 1929.

## Description
La nef est constituée de trois travées séparées par des doubleaux massifs.
L'Association Empreintes et Traditions du Ruou a, depuis 1995, assuré la sauvegarde de la Chapelle et des divers bâtiments constituant l'ancienne Commanderie Médiévale du Ruou. 
La chapelle romane a, par la suite, bénéficié d'un programme général de restauration en 2008.